# Tamara Moskvina
Pour les articles homonymes, voir Moskvina.
Tamara Nikolayevna Moskvina (en russe : Тама́ра Никола́евна Москвина́ ), née Tamara Nikolayevna Bratus, est une patineuse artistique russe ayant patiné dans les années 1950 et 1960 sous les couleurs de l'Union soviétique. Elle est née le 26 juin 1941 à Leningrad. Patinant seule jusqu'en 1966, elle devient la partenaire d'Alexander Gavrilov en 1964 puis d'Alexeï Michine jusqu'à sa fin de carrière en 1969.

## Biographie

### Carrière sportive
Avec Michine, elle est notamment vice-championne du monde et vice-championne d'Europe.

### Reconversion
Elle reçoit de son pays la médaille de l'Ordre du Drapeau rouge du Travail en 1984.
Elle devient ensuite entraîneur de patinage artistique aux États-Unis, menant plusieurs couples à un palmarès :
- Irina Vorobieva et Igor Lisovski, champions du monde et champions d'Europe 1981
- Ielena Valova et Oleg Vassiliev, champions olympiques 1984 et 1988
- Natalia Mishkutenok et Artur Dmitriev, champions olympiques 1992 et vice-champions olympiques 1994
- Elena Bechke et Denis Petrov, vice-champions olympiques 1992
- Oksana Kazakova et Artur Dmitriev, champions olympiques 1998
- Elena Berejnaïa et Anton Sikharulidze, champions olympiques 2002, vice-champions olympiques 1998
- Kyoko Ina et John Zimmerman, triples champions des États-Unis
- Yuko Kavaguti et Alexandre Smirnov, champions d'Europe 2010

## Palmarès

### En individuel
| Compétitions                                                                                           | 1959 | 1960 | 1961 | 1962 | 1963 | 1964 | 1965 | 1966 |
| Championnats du monde                                                                                  |      |      | CA   |      |      |      |      |      |
| Championnats d'Europe                                                                                  |      | 27e  |      | 19e  | 20e  |      | 14e  |      |
| Championnats d'Union soviétique                                                                        | 9e   | 2e   | 2e   | 1re  | 1re  | 1re  | 1re  | 1re  |
| Légende : CA = Championnats du monde 1961 annulés à cause de la catastrophe aérienne du vol 548 Sabena |      |      |      |      |      |      |      |      |

### En couple artistique
Avec deux partenaires :
- Aleksandr Gavrilov (1 saison : 1964-1965)
- Alexeï Michine (4 saisons : 1965-1969)

| Compétitions                    | 1965    |  | 1966    | 1967    | 1968    | 1969    |  |  |  |  |  |  |  |  |
| Jeux olympiques d'hiver         |         |  |         |         | 5e      |         |  |  |  |  |  |  |  |  |
| Championnats du monde           |         |  |         | 6e      | 4e      | 2e      |  |  |  |  |  |  |  |  |
| Championnats d'Europe           |         |  |         | 6e      | 2e      | 3e      |  |  |  |  |  |  |  |  |
| Championnats d'Union soviétique | 1re     |  | 3e      | 2e      | 2e      | 1re     |  |  |  |  |  |  |  |  |
|                                 |         |  |         |         |         |         |  |  |  |  |  |  |  |  |
| Autre Compétition               | 1964/65 |  | 1965/66 | 1966/67 | 1967/68 | 1968/69 |  |  |  |  |  |  |  |  |
| Moscou Skate                    |         |  |         | 1re     |         | 1re     |  |  |  |  |  |  |  |  |
|                                 |         |  |         |         |         |         |  |  |  |  |  |  |  |  |